# Tỷ lệ khối lượng não trên khối lượng cơ thể

Mối quan hệ tỷ lệ khối lượng não trên khối lượng cơ thể trong các loài

Tỷ lệ khối lượng não trên khối lượng cơ thể là tỷ lệ khối lượng não so với khối lượng cơ thể, được đặt giả thuyết là một con số ước tính sơ bộ về trí thông minh của động vật, mặc dù khá không chính xác trong nhiều trường hợp. Một phép đo phức tạp hơn mang tên chỉ số hình thành não bộ thì tính đến cả các hiệu ứng sinh trưởng không đều của các kích thước cơ thể khác nhau  trên những đơn vị phân loại khác nhau. Tuy nhiên, tỷ lệ khối lượng não trên khối lượng cơ thể đơn thuần thì đơn giản hơn và vẫn là một công cụ hữu ích để so sánh sự hình thành não bộ trong các loài hoặc giữa các loài có liên quan khá chặt chẽ với nhau.

## Mối quan hệ kích thước não-cơ thể

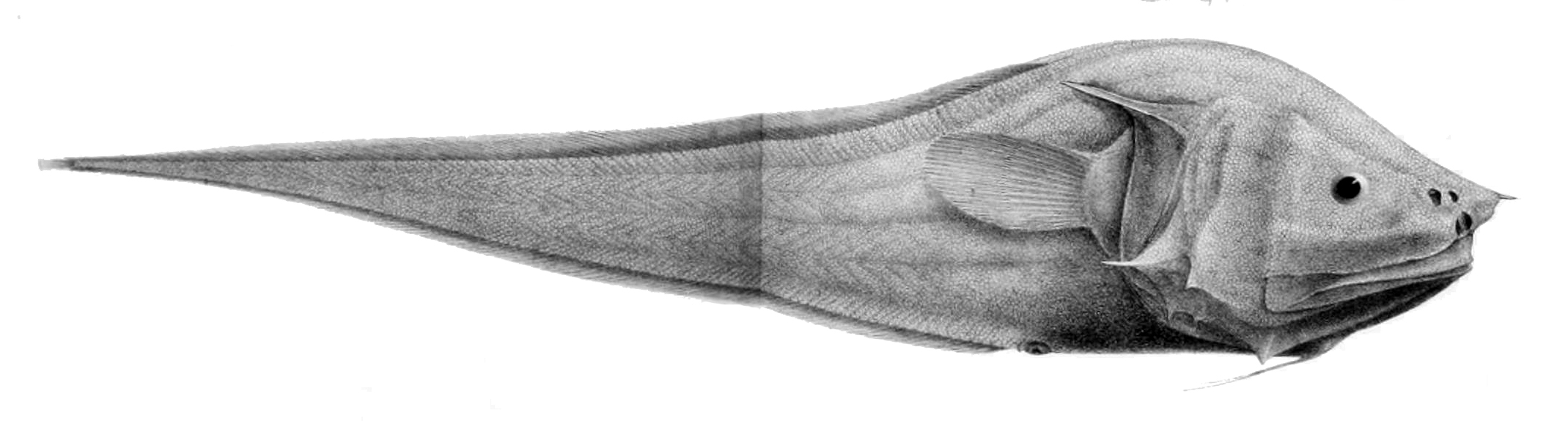
Loài cá Acanthonus armatus có tỷ lệ khối lượng não-cơ thể nhỏ nhất được biết đến trong tất cả các loài động vật có xương sống

Kích thước não thường tăng theo kích thước cơ thể ở động vật (tức là động vật lớn thường có bộ não lớn hơn so với động vật nhỏ hơn); tuy nhiên, mối quan hệ này không tuyến tính. Các động vật có vú nhỏ như chuột có thể có tỷ lệ não/cơ thể tương tự con người, trong khi voi có tỷ lệ não/cơ thể tương đối thấp hơn.
Ở động vật, người ta cho rằng não càng lớn thì trọng lượng não sẽ càng có sẵn cho các nhiệm vụ nhận thức phức tạp hơn. Tuy nhiên, động vật lớn cần nhiều tế bào thần kinh hơn để đại diện cho cơ thể của chính chúng và kiểm soát các cơ bắp cụ thể; do đó, chính kích thước não tương đối thay vì tuyệt đối đã tạo nên một bảng xếp hạng các loài động vật, mà bảng xếp hạng này thì trùng khớp chính xác hơn với sự phức tạp quan sát được của hành vi động vật. Mối quan hệ giữa tỷ lệ khối lượng não-cơ thể và độ phức tạp của hành vi là không hoàn hảo vì các yếu tố khác cũng ảnh hưởng đến trí thông minh, như sự tiến hóa của vỏ não gần đây hay mức độ gấp khiến làm tăng diện tích bề mặt của não, thứ có mối tương quan tích cực với trí thông minh ở con người. Tất nhiên, ngoại lệ được ghi nhận là hiện tượng sưng não, trong trường hợp này tuy diện tích bề mặt não lớn hơn nhưng trí thông minh của người bị sưng não lại không thay đổi.

## So sánh giữa các nhóm
| Loài      | Tỷ lệ khối lượng não:cơ thể (E:S) |
| --------- | --------------------------------- |
| kiến nhỏ  | 1:7                               |
| chim nhỏ  | 1:12                              |
| chuột     | 1:40                              |
| Con người | 1:40                              |
| con mèo   | 1:100                             |
| chó       | 1:125                             |
| ếch       | 1:172                             |
| sư tử     | 1:550                             |
| voi       | 1:560                             |
| ngựa      | 1:600                             |
| cá mập    | 1:2496                            |
| hà mã     | 1:2789                            |

Cá heo có tỷ lệ trọng lượng não trên cơ thể cao nhất trong tất cả các loài thuộc Bộ Cá voi. Thằn lằn, tegus, anoles và một số rùa có tỷ lệ lớn nhất trong số các loài bò sát. Trong số các loài chim, tỷ lệ não trên cơ thể cao nhất được tìm thấy trong các loài vẹt, quạ, ác là và giẻ cùi. Các nghiên cứu vẫn còn hạn chế đối với các loài lưỡng cư. Bạch tuộc hoặc nhện nhảy có tỷ lệ cao nhất trong số động vật không xương sống, mặc dù một số loài kiến có 14%-15% trọng lượng cơ thể là não, giá trị cao nhất được biết đến trong số bất kỳ loài động vật nào. Cá mập là một trong những loài cá có tỷ lệ cao nhất bên cạnh cá đuối (mặc dù cá mũi voi điện có tỷ lệ cao hơn gần 80 lần - khoảng 1/32, cao hơn một chút so với con người). Các loài thuộc Bộ Nhiều răng có tỷ lệ khối lượng não trên khối lượng cơ thể cao hơn bất kỳ động vật có vú nào khác, bao gồm cả con người. Não bộ của chuột chù chiếm khoảng 10% khối lượng cơ thể của chúng.